# Cesare Vecellio
Cesare Vecellio (1521 – 2 mars 1601) est un peintre italien, parent de Titien. 

## Biographie
Cousin de Titien , Cesare Vecellio apprend l'art pictural dans l'atelier de celui-ci. Ses œuvres sont présentes à Belluno, dans les églises du Cadore, dans le palais de la communauté de Cadore, à Tarzo, dans l'église de Lentiai par son  plafond à caissons entièrement peint.
Il fait des études approfondies sur l'habillement de l'époque avec des descriptions et dessins : 
- Corona delle nobili e virtuose dame (1591/1598) trilogia di Cesare Vecellio
- Degli habiti antichi et  moderni di diverse parti del mondo (1589).

## Sources
- Ressources relatives aux beaux-arts :   - Art Institute of Chicago
  - Artists of the World Online
  - Bénézit
  - British Museum
  - Cooper–Hewitt, Smithsonian Design Museum
  - Musée du Prado
  - MutualArt
  - RKDartists
  - Royal Academy of Arts
  - Union List of Artist Names
- Ressource relative à la recherche :   - Isidore
- Notice dans un dictionnaire ou une encyclopédie généraliste :   - Deutsche Biographie
- Notices d'autorité :   - VIAF
  - ISNI
  - BnF (données)
  - IdRef
  - LCCN
  - GND
  - Italie
  - Japon
  - CiNii
  - Espagne
  - Belgique
  - Pays-Bas
  - Pologne
  - Israël
  - NUKAT
  - Vatican
  - Norvège
  - Croatie
  - WorldCat